# 馮毋択
馮 毋択（ふう むたく、生年不明 - 紀元前184年）は、秦・前漢に仕えた将軍・政治家。戦国時代に韓支配下の上党郡で郡守に任じられ、秦に圧迫された上党の地を趙に献上して華陽君となった馮亭の後裔にあたり、始皇帝の治世に秦の右丞相を勤めた馮去疾、御史大夫と大将軍を歴任した馮劫親子や前漢の馮奉世や馮唐は同族にあたる。秦では武信侯、漢では博成侯に封ぜられた。

## 略歴
始皇帝22年（紀元前225年）、南陽郡湖陽県（現在の河南省南陽市唐河県湖陽鎮）で学があると名高い15歳の少年が五大夫将軍の馮毋択の息子、馮癸を名乗って詐欺を働き、食料や金銭を詐取して楚国へ逃亡した。官吏はこの少年を有罪としたが、同年馮毋択は上位の卿（左庶長以上）に昇任しており、事件担当者の官吏は文書で五大夫を誤用した為、処罰されている。
始皇帝28年（紀元前219年）、馮毋択は始皇帝の東方巡幸に随行し、瑯琊（現在の山東省青島市黄島区）において瑯琊台ならびに瑯琊台刻石を設置した際、列侯の武城侯王離、列侯の通武侯王賁、倫侯の建成侯趙亥、倫侯の昌武侯成、丞相隗状、丞相王綰、卿李斯、卿王戊、五大夫趙嬰、五大夫楊樛と言った巡幸に随行した人物らと共に、倫侯の武信侯馮毋択として、瑯琊台刻石に名を列せられた。
二世皇帝胡亥の時代、李斯の息子で三川郡守の李由の配下として転戦するが、碭郡の雍丘（現在の河南省開封市杞県）で項羽と劉邦の連合軍に敗れて李由が曹参に討たれた際に馮毋択は捕虜となる。
その後、楚漢戦争では漢軍に属し、呂雉（後の呂后）の兄の呂沢麾下の将として彭城の戦いや滎陽の戦いなどに参戦した。
息子の馮敬は秦の滅亡後は西魏王魏豹に仕えていたが、高祖2年（紀元前205年）に韓信率いる漢軍が西魏を制圧すると降伏し、後に文帝の代に御史大夫となり、景帝の代に雁門太守となるが、匈奴との戦いで戦死した。
恵帝7年（紀元前188年）、恵帝が崩御した際は郎中令であったが、呂后の専制時代であり、呂后の兄の呂沢に近しい立場の馮毋択は博成侯に封ぜらた。
高后4年（紀元前184年）、馮毋択死去。博成侯の爵位と封地は息子の馮代が継ぐも、4年後に呂后が薨去すると反呂氏派のクーデターに巻き込まれた馮代は殺害され、爵位と封地は廃された。